# UEFA Europa League 2013-2014
UEFA Europa League 2013-2014 a fost cel de-al 43-lea sezon al celei de a doua competiții europene valorice și cel de-al 5-lea sezon al competiției de la schimbarea denumirii în UEFA Europa League. Finala s-a jucat pe Juventus Stadium din Torino, Italia, FC Sevilla învingând-o după loviturile de departajare pe Benfica.
Pentru ediția 2013-14, două schimbări au fost făcute față de ediția 2012-13:
- Câștigătoarele cupei din primele 6 campionate s-au calificat direct în grupele UEFA Europa League.[2] Această alocare a locurilor are un impact direct asupra turneului de calificare și vor fi făcute modificări pentru a adapta turneul la aceste schimbări.[3]
- Etapele a 5-a și a 6-a nu au mai avut loc în săptămâni exclusive, și s-au jucat în aceleași săptămâni cu etapele 5 și 6 din Liga Campionilor.[4]

## Alocarea echipelor asociațiilor
Un total de 193 de echipe din 53 asociații UEFA sunt așteptate să participe în Europa League 2013-14. Asociațiile au alocate locurile în conformitate cu Coeficientul UEFA al țării în 2012, care ia în considerare performanța lor în intervalul 2006-07 și 2010-11.
Dedesubt este schema calificărilor pentru UEFA Europa League 2013-14:
- Asociațiile 1-6 au fiecare 3 echipe calificate
- Asociațiile 7-9 au fiecare 4 echipe calificate
- Asociațiile 10-51 au fiecare 3 echipe calificate, exceptând Liechtenstein care are doar o singură echipă,(Liechtenstein are doar turneu de cupă nu și campionat)
- Asociațiile 52-53 au fiecare 2 echipe calificate
- Liechtenstein are o echipă calificată (deoarece ei organizează doar o cupă locală, nu și turneul de ligă)
- Primele 3 asociații în clasamentul UEFA Fair Play pe sezonul 2012-14 primesc un loc adițional
- În plus, 33 de echipe eliminate din Liga Campionilor 2013-2014 sunt transferate în Europa League

### Clasamentul federațiilor
| Locul | Federația  | Coef.  | Echipe | Note |
| ----- | ---------- | ------ | ------ | ---- |
| 1     | Anglia     | 85.785 | 3      |      |
| 2     | Spania     | 82.329 | 3      |      |
| 3     | Germania   | 69.436 | 3      |      |
| 4     | Italia     | 60.552 | 3      |      |
| 5     | Franța     | 53.678 | 3      |      |
| 6     | Portugalia | 51.596 | 3      |      |
| 7     | Rusia      | 44.707 | 4      |      |
| 8     | Ucraina    | 43.883 | 4      |      |
| 9     | Olanda     | 40.129 | 4      |      |
| 10    | Turcia     | 35.050 | 3      |      |
| 11    | Grecia     | 34.166 | 3      |      |
| 12    | Danemarca  | 30.550 | 3      |      |
| 13    | Belgia     | 27.000 | 3      |      |
| 14    | România    | 25.824 | 3      |      |
| 15    | 25.141     |        | 3      |      |
| 16    | Elveția    | 24.900 | 3      |      |
| 17    | Israel     | 22.000 | 3      |      |
| 18    | Cehia      | 20.850 | 3      |      |

| Locul | Federația             | Coef.  | Echipe | Note   |
| ----- | --------------------- | ------ | ------ | ------ |
| 19    | Austria               | 20.700 | 3      |        |
| 20    | Cipru                 | 18.124 | 3      |        |
| 21    | Bulgaria              | 17.875 | 3      |        |
| 22    | Croația               | 16.124 | 3      |        |
| 23    | Belarus               | 16.083 | 3      |        |
| 24    | Polonia               | 15.916 | 3      |        |
| 25    | Slovacia              | 14.499 | 3      |        |
| 26    | Norvegia              | 14.375 | 3      | +1(FP) |
| 27    | Serbia                | 14.250 | 3      |        |
| 28    | Suedia                | 14.125 | 3      |        |
| 29    | Bosnia și Herțegovina | 9.124  | 3      |        |
| 30    | Finlanda              | 8.966  | 3      | +1(FP) |
| 31    | Irlanda               | 8.708  | 3      |        |
| 32    | Ungaria               | 8.500  | 3      |        |
| 33    | Republica Moldova     | 7.749  | 3      |        |
| 34    | Lituania              | 7.708  | 3      |        |
| 35    | Letonia               | 7.415  | 3      |        |
| 36    | Georgia               | 6.957  | 3      |        |

| Locul | Federația       | Coef. | Echipe | Note |
| ----- | --------------- | ----- | ------ | ---- |
| 37    | Azerbaidjan     | 6.165 | 3      |      |
| 38    | Slovenia        | 6.124 | 3      |      |
| 39    | Macedonia       | 5.207 | 3      |      |
| 40    | Islanda         | 4.957 | 3      |      |
| 41    | Kazahstan       | 4.374 | 3      |      |
| 42    | Liechtenstein   | 4.000 | 1      |      |
| 43    | Muntenegru      | 3.875 | 3      |      |
| 44    | Albania         | 3.874 | 3      |      |
| 45    | Estonia         | 3.791 | 3      |      |
| 46    | Țara Galilor    | 2.790 | 3      |      |
| 47    | Armenia         | 2.583 | 3      |      |
| 48    | Malta           | 2.416 | 3      |      |
| 49    | Irlanda de Nord | 2.249 | 3      |      |
| 50    | Insulele Feroe  | 1.416 | 3      |      |
| 51    | Luxembourg      | 1.374 | 3      |      |
| 52    | Andorra         | 1.000 | 2      |      |
| 53    | San Marino      | 0.916 | 2      |      |

Note
- (FP): Echipă adițională în baza fair play (Olanda, Norvegia și Finlanda)[6]
- (UCL): Echipele adiționale transferate din Liga Campionilor

### Distribuția
Deoarece deținătoarea titlului (Chelsea) s-a calificat pentru Liga Campionilor prin performanța din competițiile interne, locul din faza grupelor rezervat deținătoarei titlului a devenit vacant, și au intervenit următoarele modificări în sistemul implicit de alocare:
- Câștigătoarea cupei interne a asociației 7 (Rusia) a fost promovată din etapa play-off în faza grupelor.
- Câștigătoarea cupei interne a asociației 16 (Cipru) a fost promovată din a treia rundă de calificare în faza play-off.
- Câștigătoarea cupei interne a asociației 19 (Cehia) a fost promovată din al doilea tur de calificare în al trelea.
- Câștigătoarele cupelor interne a asociațiilor 33 și 34 (Irlanda și Slovenia) au fost promovate din prima rundă de calificare în a doua.

|                                            | Echipele care intră în această rundă | Echipele care avansează din runda precedentă         | Echipele transferate din Liga Campionilor                                        |
| ------------------------------------------ | --- | ---------------------------------------------------- | -------------------------------------------------------------------------------- |
| Prima rundă de calificare (74 de echipe)   | - 17 de câștigătoare de cupă din asociațiile 37-53 - 25 de vicecampioane din asociațiile 28-53(exceptând Liechtenstein) - 29 de echipe clasate pe locul 3 din asociațiile 22-51(exceptând Liechtenstein) - 3 echipe calificate prin clasamentul Fair Play                                                                        |                                                      |                                                                                  |
| A doua rundă de calificari (80 de echipe)  | - 16 câștigătoare de cupă din asociațiile 21-36 - 12 finaliste de cupă din asociațiile 16–27 - 6 echipe clasate pe locul 3 din asociațiile 16–21 - 6 echipe clasate pe locul 4 din asociațiile 10–15 - 3 echipe clasate pe locul 5 din asociațiile 7–9                                                                           | - 37 de câștigătoare din prima rundă de calificare   |                                                                                  |
| A treia rundă de calificări (58 de echipe) | - 3 câștigătoare de cupă din asociațiile 18–20 - 6 echipe clasate pe locul 3 din asociațiile 10–15 - 3 echipe clasate pe locul 4 din asociațiile 7–9 - 3 echipe clasate pe locul 5 din asociațiile 4–6 (câștigătoarea Cupei Ligii Franței) - 3 echipe clasate pe locul 6 din asociațiile 1–3 (câștigătoarea Cupei Ligii Angliei) | - 40 de câștigătoare din a doua rundă de calificări  |                                                                                  |
| Runda Play-off (62 de echipe)              | - 10 câștigătoare de cupă din asociațiile 8–17 - 3 echipe clasate pe locul 3 din asociațiile 7–9 - 3 echipe clasate pe locul 4 din asociațiile 4–6 - 3 echipe clasate pe locul 5 din asociațiile 1–3 | - 29 de câștigătoare din runda a treia de calificări | - 14 echipe eliminate din runda a treia preliminară a Liga Campionilor 2013-2014 |
| Faza Grupelor (48 de echipe)               | - Deținătoarea titlului(câștigătoarea a UEFA Europa League 2012-2013) - 6 câștigătoare de cupă din asociațiile 1-6 | - 31 câștigătoare din runda play-off                 | - 10 echipe eliminate din play-off-ul Liga Campionilor 2013-2014                 |
| Faza eliminatorie (32 de echipe)           | | - 12 câștigătoare de grupe - 12 locuri 2 din grupe   | - 8 locuri 3 din grupele Liga Campionilor 2013-2014                              |

#### Reguli de redistribuție
Un loc de Europa League  este vacant atunci când o echipă se califică atât pentru Liga Campionilor cât și pentru  Europa League, sau se califica pentru Europa League prin mai mult de o metodă. Când un loc este vacant, acesta este redistribuit în cadrul Asociației Naționale de următoarele reguli:
- În cazul în care câștigătoarea cupei interne(considerat "cel mai înalt plasat" calificant în cadrul asociației naționale) se califică, de asemenea, pentru Liga Campionilor, locul lor de Europa Liga este liber, iar limita numărului de echipe calificate pentru  preliminariile Europa League sunt mutate cu un loc, cu ultimul loc(prima rundă de calificare), luat de finalista cupei interne, cu condiția ca acestea să nu se califica deja pentru Liga Campionilor sau Europa League. În caz contrar, acest loc este acordat acelei echipe din ligă care e mai bine plasată, însă necalificată pentru Europa League.
- În cazul în care câștigătorea cupei interne beneficiază de loc pentru Europa League,și prin poziția de Ligă, locul lor  de poziție de ligă este eliberat,și este acordat acelei echipe din ligă care e mai bine plasată, însă necalificată pentru Europa League.
- Un loc eliberat de către câștigătoarea Cupei Ligii ,este obținut de către cea mai bine plasată echipă din ligă, care nu s-a încă calificat pentru Europa League.
- Un loc Fair Play este luat de către echipa de cea mai bine clasată în tabelul intern Fair Play, care nu s-a calificat pentru Liga Campionilor sau Europa League.

### Echipele
Etichetele din paranteze indică cum sau calificat echipele:
- TH: Deținătoarea trofeului
- CW: Câștigătoare a cupei
- CR: Finalistă a cupei
- LC: Câștigătoare a cupei ligii
- Nth: Poziția din campionat
- P-: End-of-season European competition play-offs (winners or position)
- FP: Fair Play
- UCL: Transferată din Liga Campionilor
  - GS: Third-placed teams from the group stage
  - PO: Losers from the play-off round
  - Q3: Losers from the third qualifying round

| Round of 32                     | Round of 32                 | Round of 32                       | Round of 32                 |
| ------------------------------- | --------------------------- | --------------------------------- | --------------------------- |
| Shakhtar Donetsk (UCL GS)       | Benfica (UCL GS)            | Basel (UCL GS)                    | Porto (UCL GS)              |
| Juventus (UCL GS)               | Viktoria Plzeň (UCL GS)     | Napoli (UCL GS)                   | Ajax (UCL GS)               |
| Faza grupelor                   |                             |                                   |                             |
| Wigan Athletic (CW)             | Bordeaux (CW)               | Fenerbahçe (UCL PO)[Note TUR]     | Shakhter Karagandy (UCL PO) |
| Valencia (5th)                  | Anzhi Makhachkala (3rd)     | PAOK (UCL PO)                     | PSV Eindhoven (UCL PO)      |
| Freiburg (5th)                  | Dinamo Zagreb (UCL PO)      | Paços de Ferreira (UCL PO)        |                             |
| Lazio (CW)                      | Legia Varșovia (UCL PO)     | Lyon (UCL PO)                     |                             |
| Vitória de Guimarães (CW)       | Ludogorets Razgrad (UCL PO) | Maribor (UCL PO)                  |                             |
| Runda play-off                  |                             |                                   |                             |
| Tottenham Hotspur (5th)         | Dynamo Kyiv (3rd)           | Maccabi Tel Aviv (UCL Q3)         | Sheriff Tiraspol (UCL Q3)   |
| Real Betis (7th)[Note ESP]      | Dnipro Dnipropetrovsk (4th) | Dinamo Tbilisi (UCL Q3)           | PAOK (UCL Q3)[Note GRE]     |
| Eintracht Frankfurt (6th)       | Atromitos (3rd)             | APOEL (UCL Q3)                    | Elfsborg (UCL Q3)           |
| Fiorentina (4th)                | Beșiktaș (3rd)[Note TUR]    | Skënderbeu Korçë (UCL Q3)         | Nõmme Kalju (UCL Q3)        |
| Braga (4th)                     | Genk (CW)                   | Red Bull Salzburg (UCL Q3)        | Molde (UCL Q3)              |
| Nice (4th)                      | Esbjerg (CW)                | Partizan (UCL Q3)                 | Zulte Waregem (UCL Q3)      |
| Spartak Moscova (4th)           | St. Gallen (3rd)            | Grasshopper (UCL Q3)              |                             |
| AZ (CW)                         | Pasching (CW)               | FH (UCL Q3)                       |                             |
| Feyenoord (3rd)                 | Apollon Limassol (CW)       | Nordsjælland (UCL Q3)             |                             |
| Third qualifying round          |                             |                                   |                             |
| Swansea City (LC)[Note ENG]     | Saint-Étienne (LC)          | Bursaspor (4th)                   | Hapoel Ramat Gan (CW)       |
| Sevilla (9th)[Note ESP]         | Kuban Krasnodar (5th)       | Club Brugge (3rd)                 | Motherwell (2nd)            |
| Stuttgart (CR)                  | Vitesse (4th)               | Randers (3rd)                     | Jablonec (CW)               |
| Udinese (5th)                   | Metalurh Donetsk (5th)      | Zürich (4th)                      |                             |
| Estoril (5th)                   | Asteras Tripolis (4th)      | Rapid Wien (3rd)                  |                             |
| Second qualifying round         |                             |                                   |                             |
| Rubin Kazan (6th)               | Maccabi Haifa (2nd)         | Rijeka (3rd)                      | Jagodina (CW)               |
| Utrecht (P-W)                   | Hapoel Tel Aviv (3rd)       | Petrolul Ploiești (CW)            | Steaua Roșie Belgrad (2nd)  |
| Cernomoreț Odesa (CR)           | St. Johnstone (3rd)         | Pandurii Târgu Jiu (2nd)          | Beroe Stara Zagora (CW)     |
| Xanthi (7th)[Note GRE]          | Hibernian (CR)              | Minsk (CW)                        | Debrecen (CW)               |
| Trabzonspor (CR)                | Sparta Prague (2nd)         | Shakhtyor Salihorsk (2nd)         | Honka (CW)                  |
| Standard Liège (P-W)            | Slovan Liberec (3rd)        | IFK Göteborg (CW)                 | Dila Gori (2nd)             |
| AaB (5th)                       | Lech Poznań (2nd)           | Häcken (2nd)                      | Široki Brijeg (CW)          |
| Thun (5th)                      | Śląsk Wrocław (3rd)         | Senica (2nd)                      | Derry City (CW)[Note IRL]   |
| Sturm Graz (4th)                | Piast Gliwice (4th)         | Trenčín (3rd)                     | Olimpija Ljubljana (2nd)    |
| Anorthosis (2nd)                | Hajduk Split (CW)           | Hødd (CW)                         |                             |
| Omonia (3rd)                    | Lokomotiva (2nd)            | Strømsgodset (2nd)                |                             |
| First qualifying round          |                             |                                   |                             |
| Astra Giurgiu (4th)             | Celje (CR)                  | KR (CW)                           | Glentoran (CW)              |
| Dinamo Minsk (3rd)              | Žalgiris Vilnius (CW)       | Breiðablik (2nd)                  | Crusaders (2nd)             |
| Malmö FF (3rd)                  | Sūduva Marijampolė (3rd)    | ÍBV (3rd)                         | Linfield (3rd)              |
| Žilina (CR)                     | Kruoja Pakruojis (4th)      | Čelik Nikšić (3rd)                | Jeunesse Esch (CW)          |
| Rosenborg (3rd)                 | Tiraspol (CW)               | Rudar Pljevlja (5th)[Note MNE]    | F91 Dudelange (2nd)         |
| Vojvodina (3rd)                 | Dacia Chișinău (2nd)        | Mladost Podgorica (6th)[Note MNE] | Differdange 03 (4th)        |
| Levski Sofia (2nd)              | Milsami Orhei (4th)         | Vaduz (CW)                        | Pyunik (CW)                 |
| Botev Plovdiv (4th)[Note BUL]   | Qarabağ (2nd)               | Laçi (CW)                         | Mika (2nd)                  |
| Videoton (2nd)                  | Inter Baku (3rd)            | Kukësi (2nd)                      | Gandzasar (3rd)             |
| Honvéd (3rd)                    | Khazar Lankaran (CR)        | Teuta Durrës (3rd)                | Víkingur (CW)               |
| Inter Turku (2nd)               | Ventspils (CW)              | Hibernians (CW)                   | ÍF (2nd)                    |
| TPS (3rd)                       | Skonto (2nd)                | Valletta (3rd)                    | HB (3rd)                    |
| Torpedo Kutaisi (3rd)           | Liepājas Metalurgs (4th)    | Sliema Wanderers (4th)            | UE Santa Coloma (CW)        |
| Chikhura Sachkhere (CR)         | Teteks (CW)                 | Prestatyn Town (CW)               | FC Santa Coloma (2nd)       |
| Sarajevo (2nd)                  | Metalurg Skopje (2nd)       | Airbus UK Broughton (2nd)         | La Fiorita (CW)             |
| Zrinjski Mostar (9th)[Note BIH] | Turnovo (3rd)               | Bala Town (P-W)                   | Libertas (2nd)              |
| Drogheda United (2nd)           | Astana (CW)                 | Flora Tallinn (CW)                | Gefle (FP)                  |
| St Patrick's Athletic (3rd)     | Irtysh Pavlodar (2nd)       | Levadia Tallinn (2nd)             | Tromsø (FP)                 |
| Domžale (3rd)                   | Aktobe (3rd)                | Narva Trans (4th)                 | Mariehamn (FP)              |

Notably six teams take part in the competition that don't play in their national top-division this season. They are: Hapoel Ramat Gan (2nd tier), Hødd (2nd), Pasching (3rd), Teteks (2nd), Vaduz (2nd) and Wigan Athletic (2nd).
Note
1. ^ Bosnia and Herzegovina (BIH): Borac Banja Luka, the third-placed team of the 2012–13 Premier League of Bosnia and Herzegovina, would have qualified for the Europa League first qualifying round, but failed to obtain a UEFA license.[12] As a result, the berth was given to Zrinjski Mostar, the ninth-placed team of the league, which were the highest-placed team with a UEFA license not yet qualified.
2. ^ Bulgaria (BUL): CSKA Sofia, the third-placed team of the 2012–13 A PFG, would have qualified for the Europa League first qualifying round, but failed to obtain a UEFA license, due to high financial debts and the following announcement of the club going in bankruptcy.[13] As a result, the berth was given to Botev Plovdiv, the fourth-placed team of the league.
3. ^ England (ENG): Swansea City are a club based in Wales, but participate in the Europa League through one of the berths for England as they won the 2012–13 Football League Cup (any coefficient points they earn count toward England and not Wales).
4. ^ a b Greece (GRE):
  - PAS Giannina, the fifth-placed team of the 2012–13 Superleague Greece, would have qualified for the Europa League second qualifying round, but failed to obtain a UEFA license.[14] As a result, the berth was given to Xanthi, the seventh-placed team of the league, since Panathinaikos, the sixth-placed team of the league, also failed to obtain a UEFA license.[15]
  - On 14 august 2013, Metalist Kharkiv were disqualified from the 2013–14 UEFA club competitions due to previous match-fixing.[16] UEFA decided to replace Metalist Kharkiv in the Champions League play-off round with PAOK, who were eliminated by Metalist Kharkiv in the third qualifying round.[17]
5. ^ a b Montenegro (MNE): Budućnost Podgorica and Grbalj, the winners of the 2012–13 Montenegrin Cup and the fourth-placed team of the 2012–13 Montenegrin First League respectively, would have qualified for the Europa League first qualifying round, but failed to obtain a UEFA license.[18] As a result, the berths were given to Rudar Pljevlja and Mladost Podgorica, the fifth- and sixth-placed teams of the league.
6. ^ Republic of Ireland (IRL): Derry City are a club based in Northern Ireland, but participate in the Europa League through one of the berths for Republic of Ireland as they won the 2012 FAI Cup (any coefficient points they earn count toward Republic of Ireland and not Northern Ireland).
7. ^ a b Spain (ESP): Málaga, the sixth-placed team of the 2012–13 La Liga, would have qualified for the Europa League play-off round, but were banned by UEFA from participating due to violations of UEFA Financial Fair Play Regulations.[19] As a result, Real Betis, the seventh-placed team of the league, entered the play-off round instead of the third qualifying round, and the third qualifying round berth was given to Sevilla, the ninth-placed team of the league, since Rayo Vallecano, the eighth-placed team of the league, failed to obtain a UEFA license.[20] Málaga appealed their ban to the Court of Arbitration for Sport, but it was denied.[21]
8. ^ a b Turkey (TUR): On 25 June 2013, Beșiktaș and Fenerbahçe were banned by UEFA from the 2013–14 UEFA club competitions due to previous match fixing.[22][23] They appealed the ban to the Court of Arbitration for Sport, and on 18 July 2013 it was ruled that the ban should be temporarily lifted and they should be included in the qualifying round draws of the Champions League and Europa League, until the final decision to be made before the end of August 2013.[24][25][26] Fenerbahçe competed in the Champions League qualifying rounds and lost in the play-off round, while Beșiktaș competed in the Europa League play-off round and won. On 28 and 30 august 2013, the Court of Arbitration for Sport upheld UEFA's ban on Fenerbahce and Beșiktaș respectively, meaning the two clubs were banned from the 2013–14 UEFA Europa League.[27][28][29] UEFA decided to replace Beșiktaș in the Europa League group stage with Tromsø, who were eliminated by Beșiktaș in the play-off round,[30] while a draw was held to select a team to replace Fenerbahçe among the teams eliminated in the play-off round,[31] and was won by APOEL.[32]

## Datele rundelor și tragerilor la sorți
Toate tragerile la sorți au loc la sediul UEFA în Nyon, Elveția.
| Faza              | Runda                     | Data tragerii la sorți  | Prima manșă                             | Manșa secundă                           |
| ----------------- | ------------------------- | ----------------------- | --------------------------------------- | --------------------------------------- |
| Calificări        | Primul tur preliminar     | 24 June 2013            | 4 July 2013                             | 11 July 2013                            |
| Calificări        | Al doilea tur preliminar  | 24 June 2013            | 18 July 2013                            | 25 July 2013                            |
| Calificări        | Al treilea tur preliminar | 19 July 2013            | 1 august 2013                           | 8 august 2013                           |
| Play-off          | Runda Play-off            | 9 august 2013           | 22 august 2013                          | 29 august 2013                          |
| Faza grupelor     | Etapa 1                   | 30 august 2013 (Monaco) | 19 September 2013                       | 19 September 2013                       |
| Faza grupelor     | Etapa 2                   | 30 august 2013 (Monaco) | 3 octombrie 2013                        | 3 octombrie 2013                        |
| Faza grupelor     | Etapa 3                   | 30 august 2013 (Monaco) | 24 octombrie 2013                       | 24 octombrie 2013                       |
| Faza grupelor     | Etapa 4                   | 30 august 2013 (Monaco) | 7 November 2013                         | 7 November 2013                         |
| Faza grupelor     | Etapa 5                   | 30 august 2013 (Monaco) | 28 November 2013                        | 28 November 2013                        |
| Faza grupelor     | Etapa 6                   | 30 august 2013 (Monaco) | 12 December 2013                        | 12 December 2013                        |
| Faza eliminatorie | 1/32 de finală            | 13 December 2013        | 20 February 2014                        | 27 February 2014                        |
| Faza eliminatorie | 1/16 de finală            | 13 December 2013        | 13 March 2014                           | 20 March 2014                           |
| Faza eliminatorie | Sferturi de finală        | 21 March 2014           | 3 April 2014                            | 10 April 2014                           |
| Faza eliminatorie | Semifinale                | 11 April 2014           | 24 April 2014                           | 1 May 2014                              |
| Faza eliminatorie | Finala                    | 11 April 2014           | 14 mai 2014 pe Juventus Stadium, Torino | 14 mai 2014 pe Juventus Stadium, Torino |

Meciuri din calificări, play-off, și rundele eliminatorii pot fi, de asemenea, jucate în zilele de marți sau miercuri în loc de joi, din cauza unor conflicte de programare.

## Tururi preliminare

### Primul tur preliminar
Prima manșă s-a jucat pe 2, 3 și 4 iulie, iar a doua manșă s-a jucat pe 9, 10 și 11 iulie 2013.
| Echipa 1           | Scor gen.        | Echipa 2              | Tur   | Retur |
| ------------------ | ---------------- | --------------------- | ----- | ----- |
| Víkingur           | 2 - 1            | Inter Turku           | 1 - 1 | 1 - 0 |
| Žalgiris Vilnius   | 4 - 3            | St Patrick's Athletic | 2 - 2 | 2 - 1 |
| Airbus UK          | 1 - 1 (a)        | Ventspils             | 1 - 1 | 0 - 0 |
| Narva Trans        | 1 - 8            | Gefle                 | 0 - 3 | 1 - 5 |
| KR                 | 3 - 0            | Glentoran             | 0 - 0 | 3 - 0 |
| Chikhura Sachkhere | 1 - 1 (a)        | Vaduz                 | 0 - 0 | 1 - 1 |
| Milsami Orhei      | 1 - 0            | F91 Dudelange         | 1 - 0 | 0 - 0 |
| Metalurg Skopje    | 0 - 2            | Qarabağ               | 0 - 1 | 0 - 1 |
| Mladost Podgorica  | 2 - 2 (a)        | Videoton              | 1 - 2 | 1 - 0 |
| Flora Tallinn      | 1 - 1 (a)        | Kukesi                | 1 - 1 | 0 - 0 |
| Teteks             | 1 - 2            | Pyunik                | 1 - 1 | 0 - 1 |
| Teuta Durrës       | 3 - 3 (a)        | Dacia Chișinău        | 3 - 1 | 0 - 2 |
| Libertas           | 1 - 3            | Sarajevo              | 0 - 1 | 1 - 2 |
| Sliema Wanderers   | 1 - 2            | Khazar Lankaran       | 1 - 1 | 0 - 1 |
| Levski Sofia       | 0 - 2            | Irtysh Pavlodar       | 0 - 0 | 0 - 2 |
| Hibernians         | 3 - 7            | Vojvodina             | 1 - 4 | 2 - 3 |
| Astana             | 0 - 6            | Botev Plovdiv         | 0 - 1 | 0 - 5 |
| UE Santa Coloma    | 1 - 4            | Zrinjski Mostar       | 1 - 3 | 0 - 1 |
| Domžale            | 0 - 3            | Astra Giurgiu         | 0 - 1 | 0 - 2 |
| Rudar Pljevlja     | 2 - 1            | FC MIKA               | 1 - 0 | 1 - 1 |
| FC Santa Coloma    | 0 - 4            | Breiðablik            | 0 - 4 | 0 - 0 |
| Drogheda United    | 2 - 0            | Malmö FF              | 0 - 0 | 2 - 0 |
| Mariehamn          | 1 - 3            | Inter Baku            | 1 - 1 | 0 - 2 |
| ÍF                 | 0 - 5            | Linfield              | 0 - 2 | 0 - 3 |
| Prestatyn Town     | 3 - 3 4-3 d.l.d. | Liepājas Metalurgs    | 1 - 2 | 2 - 1 |
| Celje              | 2 - 3            | Tromsø                | 2 - 1 | 0 - 2 |
| Tiraspol           | 1 - 1 2-4 d.l.d. | Skonto                | 0 - 1 | 1 - 0 |
| Crusaders          | 3 - 9            | Rosenborg             | 1 - 2 | 2 - 7 |
| ÍBV                | 2 - 1            | HB                    | 1 - 1 | 1 - 0 |
| Jeunesse Esch      | 3 - 2            | TPS                   | 2 - 0 | 1 - 2 |
| Bala Town          | 2 - 3            | Levadia Tallinn       | 1 - 0 | 1 - 3 |
| Kruoja Pakruojis   | 0 - 8            | Dinamo Minsk          | 0 - 3 | 0 - 5 |
| La Fiorita         | 0 - 4            | Valletta              | 0 - 3 | 0 - 1 |
| Laçi               | 1 - 3            | Differdange 03        | 0 - 1 | 1 - 2 |
| Gandzasar          | 2 - 4            | Aktobe                | 1 - 2 | 1 - 2 |
| Čelik Nikšić       | 1 - 13           | Honvéd                | 1 - 4 | 0 - 9 |
| Torpedo Kutaisi    | 3 - 6            | Žilina                | 0 - 3 | 3 - 3 |
| Turnovo            | 4 - 4 5-4 d.l.d. | Sūduva Marijampolė    | 2 - 2 | 2 - 2 |

### Al doilea tur preliminar
Prima manșă s-a jucat pe 16 și 18 iulie, iar a doua manșă s-a jucat pe 25 iulie 2013.
| Echipa 1             | Scor gen.          | Echipa 2           | Tur   | Retur      |
| -------------------- | ------------------ | ------------------ | ----- | ---------- |
| Häcken               | 3 - 2              | Sparta Praga       | 2 - 2 | 1 - 0      |
| Dila Gori            | 3 - 0              | AaB                | 3 - 0 | 0 - 0      |
| Skonto               | 2 - 2 (a)          | Slovan Liberec     | 2 - 1 | 0 - 1      |
| Strømsgodset         | 5 - 2              | Debrecen           | 2 - 2 | 3 - 2      |
| Honka                | 2 - 5              | Lech Poznań        | 1 - 3 | 1 - 2      |
| Inter Baku           | 1 - 2              | Tromsø             | 0 - 2 | 1 - 0      |
| Zrinjski Mostar      | 1 - 3              | Botev Plovdiv      | 1 - 1 | 0 - 2      |
| Senica               | 2 - 3              | Mladost Podgorica  | 2 - 2 | 0 - 1      |
| Sarajevo             | 2 - 3              | Kukesi             | 2 - 3 | 0 - 0      |
| Maccabi Haifa        | 10 - 0             | Khazar Lankaran    | 2 - 0 | 8 - 0      |
| Pandurii Târgu Jiu   | 4 - 0              | Levadia Tallinn    | 0 - 0 | 4 - 0      |
| Petrolul Ploiești    | 7 - 0              | Vinkingur          | 3 - 0 | 4 - 0      |
| Steaua Roșie Belgrad | 2 - 0              | ÍBV                | 2 - 0 | 0 - 0      |
| Cernomoreț Odessa    | 3 - 2              | Dacia Chișinău     | 2 - 0 | 1 - 2      |
| Qarabağ              | 4 - 3              | Piast Gliwice      | 2 - 1 | 2 - 2 d.p. |
| Anorthosis           | 3 - 4              | Gefle              | 3 - 0 | 0 - 4      |
| Thun                 | 5 - 1              | Chikhura Sachkhere | 2 - 0 | 3 - 1      |
| Hajduk Split         | 3 - 2              | Turnovo            | 2 - 1 | 1 - 1      |
| Śląsk Wrocław        | 6 - 2              | Rudar Pljevlja     | 4 - 0 | 2 - 2      |
| Rijeka               | 8 - 0              | Prestatyn Town     | 5 - 0 | 3 - 0      |
| Șahtior Soligorsk    | 2 - 2 2 - 4 d.l.d. | Milsami            | 1 - 1 | 1 - 1 d.p. |
| IFK Göteborg         | 1 - 2              | Trenčín            | 0 - 0 | 1 - 2      |
| Rosenborg            | 1 - 2              | St. Johnstone      | 0 - 1 | 1 - 1      |
| Sturm Graz           | 0 - 1              | Breiðablik         | 0 - 0 | 0 - 1      |
| Xanthi               | 2 - 2 (a)          | Linfield           | 0 - 1 | 2 - 1 d.p. |
| Ventspils            | 5 - 1              | Jeunesse Esch      | 1 - 0 | 4 - 1      |
| Malmö FF             | 9 - 0              | Hibernian          | 2 - 0 | 7 - 0      |
| Žalgiris Vilnius     | 3 - 1              | Pyunik             | 2 - 0 | 1 - 1      |
| Vojvodina            | 5 - 1              | Honvéd             | 2 - 0 | 3 - 1      |
| Dinamo Minsk         | 4 - 4 (a)          | Lokomotiva         | 1 - 2 | 3 - 2      |
| Trabzonspor          | 7 - 2              | Derry City         | 4 - 2 | 3 - 0      |
| Irtysh Pavlodar      | 3 - 4              | Široki Brijeg      | 3 - 2 | 0 - 2      |
| Hødd                 | 1 - 2              | Aktobe             | 1 - 0 | 0 - 2      |
| Astra Giurgiu        | 3 - 2              | Omonia             | 1 - 1 | 2 - 1      |
| Jagodina             | 2 - 4              | Rubin Kazan        | 2 - 3 | 0 - 1      |
| Beroe Stara Zagora   | 3 - 6              | Hapoel Tel Aviv    | 1 - 4 | 2 - 2      |
| Olimpija Ljubljana   | 3 - 3 (a)          | Žilina             | 3 - 1 | 2 - 2      |
| KR                   | 2 - 6              | Standard Liège     | 1 - 3 | 1 - 3      |
| Valletta             | 1 - 3              | Minsk              | 1 - 1 | 0 - 2      |
| Differdange 03       | 5 - 4              | Utrecht            | 2 - 1 | 3 - 3      |

### Al treilea tur preliminar
Turul s-a disputat pe 1 august, iar returul pe 8 august 2013.
| Echipa 1           | Scor gen.          | Echipa 2             | Tur   | Retur     |
| ------------------ | ------------------ | -------------------- | ----- | --------- |
| Cernomoreț Odessa  | 3 - 1              | Steaua Roșie Belgrad | 3 - 1 | 0 - 0     |
| Široki Brijeg      | 1 - 7              | Udinese              | 1 - 3 | 0 - 4     |
| Ventspils          | 0 - 3              | Maccabi Haifa        | 0 - 0 | 0 - 3     |
| Dinamo Minsk       | 0 - 1              | Trabzonspor          | 0 - 1 | 0 - 0     |
| Śląsk Wrocław      | 4 - 3              | Club Brugge          | 1 - 0 | 3 - 3     |
| Trenčín            | 3 - 5              | Astra Giurgiu        | 1 - 3 | 2 - 2     |
| Swansea City       | 4 - 0              | Malmö FF             | 4 - 0 | 0 - 0     |
| Petrolul Ploiești  | 3 - 2              | Vitesse              | 1 - 1 | 2 - 1     |
| Slovan Liberec     | 4 - 2              | Zürich               | 2 - 1 | 2 - 1     |
| Aktobe             | 1 - 1 2 - 1 d.l.d. | Breiðablik           | 1 - 0 | 0 - 1d.p. |
| Randers            | 1 - 4              | Rubin Kazan          | 1 - 2 | 0 - 2     |
| Žalgiris Vilnius   | 2 - 2 (a)          | Lech Poznań          | 1 - 0 | 1 - 2     |
| Sevilla            | 9 - 1              | Mladost Podgorica    | 3 - 0 | 6 - 1     |
| Hajduk Split       | 0 - 2              | Dila Gori            | 0 - 1 | 0 - 1     |
| Kukësi             | 2 - 1              | Metalurh Donetsk     | 2 - 0 | 0 - 1     |
| Pandurii Târgu Jiu | 3 - 2              | Hapoel Tel Aviv      | 1 - 1 | 2 - 1     |
| Tromsø             | 1 - 1 4 - 3 d.l.d. | Differdange 03       | 1 - 0 | 0 - 1d.p. |
| Motherwell         | 0 - 3              | Kuban Krasnodar      | 0 - 2 | 0 - 1     |
| Saint-Étienne      | 6 - 0              | Milsami Orhei        | 3 - 0 | 3 - 0     |
| Jablonec           | 5 - 2              | Strømsgodset         | 2 - 1 | 3 - 1     |
| Qarabağ            | 3 - 0              | Gefle                | 1 - 0 | 2 - 0     |
| Rijeka             | 3 - 2              | Žilina               | 2 - 1 | 1 - 1     |
| Asteras Tripolis   | 2 - 4              | Rapid Wien           | 1 - 1 | 1 - 3     |
| PFC Botev Plovdiv  | 1 - 1 (a)          | Stuttgart            | 1 - 1 | 0 - 0     |
| Estoril            | 1 - 0              | Hapoel Ramat Gan     | 0 - 0 | 1 - 0     |
| Vojvodina          | 5 - 2              | Bursaspor            | 2 - 2 | 3 - 0     |
| Xanthi             | 2 - 4              | Standard Liège       | 1 - 2 | 1 - 2     |
| Häcken             | 1 - 3              | Thun                 | 1 - 2 | 0 - 1     |
| Minsk              | 1 - 1 3 - 2 d.l.d. | St. Johnstone        | 0 - 1 | 1 - 0d.p. |

### Runda Play-off
| Echipa 1           | Scor gen.          | Echipa 2              | Tur    | Retur     |
| ------------------ | ------------------ | --------------------- | ------ | --------- |
| Kuban Krasnodar    | 3 - 1              | Feyenoord             | 1 - 0  | 2 - 1     |
| Zulte Waregem      | 3 - 2              | APOEL                 | 1 - 1  | 1 - 2     |
| 'Rapid Wien        | 4 - 0              | Dila Gori             | 1 - 0  | 0 - 3     |
| Tromsø             | 2 - 3              | Beșiktaș[D]           | 2 - 1  | 2 - 0     |
| Pandurii Târgu Jiu | 2 - 1              | Braga                 | 0 - 1  | 2 - 0     |
| Apollon Limassol   | 2 - 1              | Nice                  | 2 - 0  | 1 - 0     |
| Aktobe             | 3 - 8              | Dynamo Kyiv           | 2 - 3  | 5 - 1     |
| Swansea City       | 6 - 3              | Petrolul Ploiești     | 5 - 1  | 2 - 1     |
| Atromitos          | 3 - 3              | AZ Alkmaar            | 1 - 3  | 0 - 2     |
| FH                 | 2 - 7              | Genk                  | 0 - 2  | 5 - 2     |
| Elfsborg           | 2 - 1              | Nordsjælland          | 1 - 1  | 0 - 1     |
| Sevilla            | 9 - 1[C]           | Śląsk Wrocław         | 4 - 1  | 0 - 5     |
| Red Bull Salzburg  | 7 - 0              | Žalgiris Vilnius      | 5 - 0  | 0 - 2     |
| Qarabağ            | 1 - 4              | Eintracht Frankfurt   | 0 - 2  | 2 - 1     |
| Minsk              | 1 - 5              | Standard Liège        | 0 - 2  | 3 - 1     |
| Jablonec           | 1 - 8              | Real Betis            | 1 - 2  | 6 - 0     |
| Rijeka             | 4 - 3              | Stuttgart             | 2 - 1  | 2 - 2     |
| Cernomoreț Odessa  | 1 - 1 7 - 6 d.l.d. | Skënderbeu Korçë      | 1 - 0  | 1 - 0d.p. |
| Maccabi Tel Aviv   | n/a[E]             | PAOK                  | Anulat | Anulat    |
| St. Gallen         | 5 - 3              | Spartak Moscova       | 1 - 1  | 2 - 4     |
| Molde              | 0 - 5              | Rubin Kazan           | 0 - 2  | 3 - 0     |
| Vojvodina          | 2 - 3              | Sheriff Tiraspol      | 1 - 1  | 2 - 1     |
| Kukësi             | 1 - 5[C]           | Trabzonspor           | 0 - 2  | 3 - 1     |
| Esbjerg            | 5 - 3              | Saint-Étienne         | 4 - 3  | 0 - 1     |
| Grasshopper        | 2 - 2 (a)          | Fiorentina            | 1 - 2  | 0 - 1     |
| Maccabi Haifa      | 3 - 1              | Astra Giurgiu         | 2 - 0  | 1 - 1     |
| Udinese            | 2 - 4              | Slovan Liberec        | 1 - 3  | 1 - 1     |
| Dinamo Tbilisi     | 0 - 8              | Tottenham Hotspur     | 0 - 5  | 3 - 0     |
| Estoril            | 4 - 1              | Pasching              | 2 - 0  | 1 - 2     |
| Nõmme Kalju        | 1 - 5              | Dnipro Dnipropetrovsk | 1 - 3  | 2 - 0     |
| Partizan           | 1 - 3              | Thun                  | 1 - 0  | 0 - 3     |

Note
1. ^ a b Ordinea tururilor preliminare este după tragerea la sorți originală
2. ^ Participarea lui Beșiktaș în competiție face obiectul unei proceduri CAS.
3. ^ La data de 14 august 2013, Metalist Kharkiv a fost descalificată din compețiile de club UEFA sezonul 2013-14  datorită  meciurilor trucate.[16] UEFA a decis să înlocuiască Metalist Kharkiv în faza play-off al Ligii Campionilor  cu PAOK, care a fost eliminată de Metalist Kharkiv în runda a treia de calificare. Astfel, Maccabi Tel Aviv, adversarul al echipei PAOK în Europa League runda play-off, s-a calificat direct în faza grupelor a Europa League.[17] Metalist Kharkiv are dreptul de a contesta decizia la Curtea de Arbitraj pentru Sport, care le-ar putea restabili temporar până când se ajunge la o decizie finală, ceea ce înseamnă că meciul ar putea fi încă jucat.

## Faza grupelor
48 de echipe au jucat în faza grupelor: cele 31 de câștigătoare din etapa play-offul Europa League, și alte 17 echipe pierdante din play-offul Ligii Campionilor.
| - FC Anji Mahacikala - Wigan Athletic F.C. - SC Freiburg - FC Valencia - FC Red Bull Salzburg - Ludogoreț - PAOK - Maribor - Olympique Lyon | - Lazio Roma - Guimaraes - Girondins de Bordeaux - Maccabi Tel Aviv - Dinamo Zagreb - Legia - Paços de Ferreira - Șahtior Karagandî - PSV Eindhoven |

Cele 48 de echipe vor fi repartizate în douăsprezece grupe a câte patru. Câștigătorii de grupă și echipele clasate pe 2 vor avansa la runda de 32, în cazul în care acestea vor fi unite de către cele 8 treia plasate echipe din faza grupelor din 2013-14 Champions League.

### Grupa A
| Echipa          | MJ | V | E | Î | GM | GP | G  | Pct |
| --------------- | -- | - | - | - | -- | -- | -- | --- |
| Valencia        | 6  | 4 | 1 | 1 | 12 | 7  | +5 | 13  |
| Swansea         | 6  | 2 | 2 | 2 | 6  | 4  | +2 | 8   |
| Kuban Krasnodar | 6  | 1 | 3 | 2 | 7  | 7  | 0  | 6   |
| St. Gallen      | 6  | 2 | 0 | 4 | 6  | 13 | −7 | 6   |

|                 | KUB | STG | SWA | VAL |
| --------------- | --- | --- | --- | --- |
| Kuban Krasnodar | —   | 4–0 | 1–1 | 0–2 |
| St. Gallen      | 2–0 | —   | 1–0 | 2–3 |
| Swansea City    | 1–1 | 1–0 | —   | 0–1 |
| Valencia        | 1–1 | 5–1 | 0–3 | —   |

### Grupa B
| Echipa            | MJ | V | E | Î | GM | GP | G  | Pct |
| ----------------- | -- | - | - | - | -- | -- | -- | --- |
| Ludogoreț Razgrad | 6  | 5 | 1 | 0 | 11 | 2  | +9 | 16  |
| Cernomoreț        | 6  | 3 | 1 | 2 | 6  | 6  | 0  | 10  |
| PSV               | 6  | 2 | 1 | 3 | 4  | 5  | −1 | 7   |
| Dinamo Zagreb     | 6  | 0 | 1 | 5 | 3  | 11 | −8 | 1   |

|                    | CER | DIN | LUD | PSV |
| ------------------ | --- | --- | --- | --- |
| Cernomoreț Odesa   | —   | 2–1 | 0–1 | 0–2 |
| Dinamo Zagreb      | 1–2 | —   | 1–2 | 0–0 |
| Ludogorets Razgrad | 1–1 | 3–0 | —   | 2–0 |
| PSV Eindhoven      | 0–1 | 2–0 | 0–2 | —   |

### Grupa C
| Echipa         | MJ | V | E | Î | GM | GP | G   | Pct |
| -------------- | -- | - | - | - | -- | -- | --- | --- |
| Salzburg       | 6  | 6 | 0 | 0 | 15 | 3  | +12 | 18  |
| Esbjerg        | 6  | 4 | 0 | 2 | 8  | 8  | 0   | 12  |
| Elfsborg       | 6  | 1 | 1 | 4 | 5  | 10 | −5  | 4   |
| Standard Liège | 6  | 0 | 1 | 5 | 6  | 13 | −7  | 1   |

|                   | ELF | ESB | SAL | STA |
| ----------------- | --- | --- | --- | --- |
| Elfsborg          | —   | 1–2 | 0–1 | 1–1 |
| Esbjerg           | 1–0 | —   | 1–2 | 2–1 |
| Red Bull Salzburg | 4–0 | 3–0 | —   | 2–1 |
| Standard Liège    | 1–3 | 1–2 | 1–3 | —   |

### Grupa D
| Echipa        | MJ | V | E | Î | GM | GP | G   | Pct |
| ------------- | -- | - | - | - | -- | -- | --- | --- |
| Rubin Kazan   | 6  | 4 | 2 | 0 | 14 | 4  | +10 | 14  |
| Maribor       | 6  | 2 | 1 | 3 | 9  | 12 | −3  | 7   |
| Zulte Waregem | 6  | 2 | 1 | 3 | 4  | 10 | −6  | 7   |
| Wigan         | 6  | 1 | 2 | 3 | 6  | 7  | −1  | 5   |

|                | MAR | RUB | WIG | ZUL |
| -------------- | --- | --- | --- | --- |
| Maribor        | —   | 2–5 | 2–1 | 0–1 |
| Rubin Kazan    | 1–1 | —   | 1–0 | 4–0 |
| Wigan Athletic | 3–1 | 1–1 | —   | 1–2 |
| Zulte Waregem  | 1–3 | 0–2 | 0–0 | —   |

### Grupa E
| Echipa     | MJ | V | E | Î | GM | GP | G  | Pct |
| ---------- | -- | - | - | - | -- | -- | -- | --- |
| Fiorentina | 6  | 5 | 1 | 0 | 12 | 3  | +9 | 16  |
| Dnipro     | 6  | 4 | 0 | 2 | 11 | 5  | +6 | 12  |
| Ferreira   | 6  | 0 | 3 | 3 | 1  | 8  | −7 | 3   |
| Pandurii   | 6  | 0 | 2 | 4 | 3  | 11 | −8 | 2   |

|                       | DNI | FIO | PAC | PAN |
| --------------------- | --- | --- | --- | --- |
| Dnipro Dnipropetrovsk | —   | 1–2 | 2–0 | 4–1 |
| Fiorentina            | 2–1 | —   | 3–0 | 3–0 |
| Paços de Ferreira     | 0–2 | 0–0 | —   | 1–1 |
| Pandurii Târgu Jiu    | 0–1 | 1–2 | 0–0 | —   |

### Grupa F
| Echipa              | MJ | V | E | Î | GM | GP | G  | Pct |
| ------------------- | -- | - | - | - | -- | -- | -- | --- |
| Eintracht Frankfurt | 6  | 5 | 0 | 1 | 13 | 4  | +9 | 15  |
| Maccabi Tel Aviv    | 6  | 3 | 2 | 1 | 7  | 5  | +2 | 11  |
| APOEL               | 6  | 1 | 2 | 3 | 3  | 8  | −5 | 5   |
| Bordeaux            | 6  | 1 | 0 | 5 | 4  | 10 | −6 | 3   |

|                     | APO | BOR | EIN | MAC |
| ------------------- | --- | --- | --- | --- |
| APOEL               | —   | 2–1 | 0–3 | 0–0 |
| Bordeaux            | 2–1 | —   | 0–1 | 1–2 |
| Eintracht Frankfurt | 2–0 | 3–0 | —   | 2–0 |
| Maccabi Tel Aviv    | 0–0 | 1–0 | 4–2 | —   |

### Grupa G
| Echipa      | MJ | V | E | Î | GM | GP | G  | Pct |
| ----------- | -- | - | - | - | -- | -- | -- | --- |
| Genk        | 6  | 4 | 2 | 0 | 10 | 5  | +5 | 14  |
| Dinamo Kiev | 6  | 3 | 1 | 2 | 11 | 7  | +4 | 10  |
| Rapid Viena | 6  | 1 | 3 | 2 | 8  | 10 | −2 | 6   |
| Thun        | 6  | 1 | 0 | 5 | 3  | 10 | −7 | 3   |

|             | DYN | GEN | RAP | THU |
| ----------- | --- | --- | --- | --- |
| Dynamo Kyiv | —   | 0–1 | 3–1 | 3–0 |
| Genk        | 3–1 | —   | 1–1 | 2–1 |
| Rapid Wien  | 2–2 | 2–2 | —   | 2–1 |
| Thun        | 0–2 | 0–1 | 1–0 | —   |

### Grupa H
| Echipa   | MJ | V | E | Î | GM | GP | G  | Pct |
| -------- | -- | - | - | - | -- | -- | -- | --- |
| Sevilla  | 6  | 3 | 3 | 0 | 9  | 4  | +5 | 12  |
| Liberec  | 6  | 2 | 3 | 1 | 9  | 8  | +1 | 9   |
| Freiburg | 6  | 1 | 3 | 2 | 5  | 8  | −3 | 6   |
| Estoril  | 6  | 0 | 3 | 3 | 5  | 8  | −3 | 3   |

|                | EST | FRE | SEV | SLO |
| -------------- | --- | --- | --- | --- |
| Estoril        | —   | 0–0 | 1–2 | 1–2 |
| Freiburg       | 1–1 | —   | 0–2 | 2–2 |
| Sevilla        | 1–1 | 2–0 | —   | 1–1 |
| Slovan Liberec | 2–1 | 1–2 | 1–1 | —   |

### Grupa I
| Echipa     | MJ | V | E | Î | GM | GP | G  | Pct |
| ---------- | -- | - | - | - | -- | -- | -- | --- |
| Lyon       | 6  | 3 | 3 | 0 | 6  | 3  | +3 | 12  |
| Betis      | 6  | 2 | 3 | 1 | 3  | 2  | +1 | 9   |
| Guimarães  | 6  | 1 | 2 | 3 | 6  | 5  | +1 | 5   |
| HNK Rijeka | 6  | 0 | 4 | 2 | 2  | 7  | −5 | 4   |

|                      | LYO | BET | RIJ | VIT |
| -------------------- | --- | --- | --- | --- |
| Lyon                 | —   | 1–0 | 1–0 | 1–1 |
| Real Betis           | 0–0 | —   | 0–0 | 1–0 |
| Rijeka               | 1–1 | 1–1 | —   | 0–0 |
| Vitória de Guimarães | 1–2 | 0–1 | 4–0 | —   |

### Grupa J
| Echipa         | MJ | V | E | Î | GM | GP | G  | Pct |
| -------------- | -- | - | - | - | -- | -- | -- | --- |
| Trabzonspor    | 6  | 4 | 2 | 0 | 13 | 6  | +7 | 14  |
| Lazio          | 6  | 3 | 3 | 0 | 8  | 4  | +4 | 12  |
| Apollon        | 6  | 1 | 1 | 4 | 5  | 10 | −5 | 4   |
| Legia Varșovia | 6  | 1 | 0 | 5 | 2  | 8  | −6 | 3   |

|                  | APO | LAZ | LEG | TRA |
| ---------------- | --- | --- | --- | --- |
| Apollon Limassol | —   | 0–0 | 0–2 | 1–2 |
| Lazio            | 2–1 | —   | 1–0 | 0–0 |
| Legia Warsaw     | 0–1 | 0–2 | —   | 0–2 |
| Trabzonspor      | 4–2 | 3–3 | 2–0 | —   |

### Grupa K
| Echipa           | MJ | V | E | Î | GM | GP | G   | Pct |
| ---------------- | -- | - | - | - | -- | -- | --- | --- |
| Tottenham        | 6  | 6 | 0 | 0 | 15 | 2  | +13 | 18  |
| Anji Mahacikala  | 6  | 2 | 2 | 2 | 4  | 7  | −3  | 8   |
| Sheriff Tiraspol | 6  | 1 | 3 | 2 | 5  | 6  | −1  | 6   |
| Tromsø           | 6  | 0 | 1 | 5 | 1  | 10 | −9  | 1   |

|                   | ANZ | SHE | TOT | TRO |
| ----------------- | --- | --- | --- | --- |
| Anzhi Makhachkala | —   | 1–1 | 0–2 | 1–0 |
| Sheriff Tiraspol  | 0–0 | —   | 0–2 | 2–0 |
| Tottenham Hotspur | 4–1 | 2–1 | —   | 3–0 |
| Tromsø            | 0–1 | 1–1 | 0–2 | —   |

### Grupa L
| Echipa               | MJ | V | E | Î | GM | GP | G  | Pct |
| -------------------- | -- | - | - | - | -- | -- | -- | --- |
| AZ Alkmaar           | 6  | 3 | 3 | 0 | 8  | 4  | +4 | 12  |
| PAOK                 | 6  | 3 | 3 | 0 | 10 | 6  | +4 | 12  |
| Maccabi Haifa        | 6  | 1 | 2 | 3 | 6  | 9  | −3 | 5   |
| FC Șahtior Karagandî | 6  | 0 | 2 | 4 | 5  | 10 | −5 | 2   |

|                   | AZ  | MAC | PAO | ȘAH |
| ----------------- | --- | --- | --- | --- |
| AZ                | —   | 2–0 | 1–1 | 1–0 |
| Maccabi Haifa     | 0–1 | —   | 0–0 | 2–1 |
| PAOK              | 2–2 | 3–2 | —   | 2–1 |
| Șahtior Karagandî | 1–1 | 2–2 | 0–2 | —   |

## Faza eliminatorie
În faza eliminatorie, echipele vor juca unele contra altora în confruntări de dublă manșă, un meci pe teren propriu și al doilea în deplasare, cu excepția finalei care constă dintr-un singur meci. Mecanismul tragerilor la sorți pentru fiecare rundă este următorul:
- În șaisprezecimile de finală, 12 echipe câștigătoare ale grupelor Europa League cu alte 4 echipe clasate pe locurile 3 în grupele Ligii Campionilor având rezultate mai bune, vor fi considerate echipe capi de serie, având parte de adversari mai slabi ce au terminat pe locurile secunde grupele Europa League sau ultimele 4 echipe clasate pe locurile 3 din grupele Ligii Campionilor. Echipele capi de serie vor juca meciul retur acasă. Echipe din aceeași grupă sau din aceeași țară nu pot pica la sorți una contra alteia.
- La tragerea la sorți pentru optimile de finală niciuna din regulile de mai sus nu se aplică și orice echipă poate primi orice adversar.

### Șaisprezecimi
Tragerea la sorți pentru șaisprezecimi de finală a avut loc pe 16 decembrie 2013. Primele manșe se vor juca pe 20 februarie, iar manșele secunde pe 27 februarie 2014.
| Echipa 1              | Scor gen. | Echipa 2            | Tur | Retur |
| --------------------- | --------- | ------------------- | --- | ----- |
| Dnipro Dnipropetrovsk | 2–3       | Tottenham Hotspur   | 1–0 | 1–3   |
| Real Betis            | 3–1       | Rubin Kazan         | 1–1 | 2–0   |
| Swansea City          | 1–3       | Napoli              | 0–0 | 1–3   |
| Juventus              | 4–0       | Trabzonspor         | 2–0 | 2–0   |
| Maribor               | 3–4       | Sevilla             | 2–2 | 1–2   |
| Viktoria Plzeň        | 3–2       | Shakhtar Donetsk    | 1–1 | 2–1   |
| Chornomorets Odesa    | 0–1       | Lyon                | 0–0 | 0–1   |
| Lazio                 | 3–4       | Ludogorets Razgrad  | 0–1 | 3–3   |
| Esbjerg               | 2–4       | Fiorentina          | 1–3 | 1–1   |
| Ajax                  | 1–6       | Red Bull Salzburg   | 0–3 | 1–3   |
| Maccabi Tel Aviv      | 0–3       | Basel               | 0–0 | 0–3   |
| Porto                 | 5–5 (a)   | Eintracht Frankfurt | 2–2 | 3–3   |
| Anzhi Makhachkala     | 2–0       | Genk                | 0–0 | 2–0   |
| Dynamo Kyiv           | 0–2       | Valencia            | 0–2 | 0–0   |
| PAOK                  | 0–4       | Benfica             | 0–1 | 0–3   |
| Slovan Liberec        | 1–2       | AZ                  | 0–1 | 1–1   |

### Optimi de finală
Prima manșă s-a jucat pe 13 martie, iar manșa secundă pe 20 martie 2014.
| Echipa 1           | Scor gen.  | Echipa 2          | Tur | Retur    |
| ------------------ | ---------- | ----------------- | --- | -------- |
| AZ                 | 1–0        | Anzhi Makhachkala | 1–0 | 0–0      |
| Ludogorets Razgrad | 0–4        | Valencia          | 0–3 | 0–1      |
| Porto              | 3–2        | Napoli            | 1–0 | 2–2      |
| Lyon               | 5–3        | Viktoria Plzeň    | 4–1 | 1–2      |
| Sevilla            | 2–2 (4–3p) | Real Betis        | 0–2 | 2–0 d.p. |
| Tottenham Hotspur  | 3–5        | Benfica           | 1–3 | 2–2      |
| Basel              | 2–1        | Red Bull Salzburg | 0–0 | 2–1      |
| Juventus           | 2–1        | Fiorentina        | 1–1 | 1–0      |

### Sferturi de finală
Tragerea la sorți pentru sferturi de finală a avut loc pe 21 martie 2014. Prima manșă s-a jucat pe 3 aprilie, iar manșa secundă pe 10 aprilie 2014.
| Echipa 1 | Scor gen. | Echipa 2 | Tur | Retur    |
| -------- | --------- | -------- | --- | -------- |
| AZ       | 0–3       | Benfica  | 0–1 | 0–2      |
| Lyon     | 1–3       | Juventus | 0–1 | 1–2      |
| Basel    | 3–5       | Valencia | 3–0 | 0–5 d.p. |
| Porto    | 2–4       | Sevilla  | 1–0 | 1–4      |

### Semifinale
Tragerea la sorți pentru semifinale și finală (pentru a determina echipa "gazdă" în scopuri administrative) a avut loc pe 11 aprilie 2014. Prima manșă a semifinalelor s-a jucat pe 24 aprilie, iar manșa secundă pe 1 mai 2014.
| Echipa 1 | Scor gen.     | Echipa 2 | Tur | Retur |
| -------- | ------------- | -------- | --- | ----- |
| Sevilla  | 3–3 (gol dp.) | Valencia | 2–0 | 1–3   |
| Benfica  | 2–1           | Juventus | 2–1 | 0–0   |

### Finala
Finala s-a jucat pe 14 mai 2014, pe Juventus Stadium din Torino, Italia.
| Sevilla                       | 0–0 (d.p.) | Benfica                           |
| ----------------------------- | ---------- | --------------------------------- |
|                               | Report     |                                   |
| Bacca · Mbia · Coke · Gameiro | 4–2        | Lima · Cardozo · Rodrigo · Luisão |

| Câștigătoarea UEFA Europa League 2013–14 |
| ---------------------------------------- |
| Spania                                   |
| FC Sevilla Al treilea titlu              |

## Statistici
Statisticile exclud rundele de calificare și play-off.
Notă: Jucătorii și echipele cu aldin participă în continuare în competiție.
| Poz. | Jucător            | Echipa                | Goluri | Minute jucate |
| ---- | ------------------ | --------------------- | ------ | ------------- |
| 1    | Jonathan Soriano   | Red Bull Salzburg     | 8      | 565'          |
| 2    | Paco Alcácer       | Valencia              | 7      | 716'          |
| 3    | Roman Bezjak       | Ludogorets Razgrad    | 6      | 576'          |
| 4    | Jermain Defoe      | Tottenham Hotspur     | 5      | 360'          |
| 4    | Kévin Gameiro      | Sevilla               | 5      | 646'          |
| 4    | Olcan Adın         | Trabzonspor           | 5      | 720'          |
| 7    | Lima               | Benfica               | 4      | 401'          |
| 7    | Alexander Meier    | Eintracht Frankfurt   | 4      | 348'          |
| 7    | Sergio Floccari    | Lazio                 | 4      | 382'          |
| 7    | Terrence Boyd      | Rapid Wien            | 4      | 477'          |
| 7    | Andriy Yarmolenko  | Dynamo Kyiv           | 4      | 610'          |
| 7    | Yevhen Konoplyanka | Dnipro Dnipropetrovsk | 4      | 625'          |
| 7    | Alan               | Red Bull Salzburg     | 4      | 682'          |
| 7    | Sadio Mané         | Red Bull Salzburg     | 4      | 712'          |
| 7    | Carlos Bacca       | Sevilla               | 4      | 897'          |

| Poz | Jucător             | Echipa              | Pase de gol | Minute jucate |
| --- | ------------------- | ------------------- | ----------- | ------------- |
| 1   | Bibras Natkho       | Rubin Kazan         | 5           | 450'          |
| 1   | Kevin Kampl         | Red Bull Salzburg   | 5           | 768'          |
| 3   | Christian Eriksen   | Tottenham Hotspur   | 4           | 454'          |
| 3   | Fabien Camus        | Genk                | 4           | 462'          |
| 3   | Tranquillo Barnetta | Eintracht Frankfurt | 4           | 497'          |
| 3   | Alan                | Red Bull Salzburg   | 4           | 682'          |